# マリゾン
マリゾンは、福岡県福岡市早良区百道浜に所在する海の上の複合商業施設である。

## 開発経緯
1986年（昭和61年）1月に埋立地「シーサイドももち」の海浜部に、海上に人工地盤を築造し、民間の商業施設等を建設する「ウォーターフロントプロムナード」の構想が持ち上がった。基本計画等を策定するために、福岡市と港湾建設業者とでプロジェクトチームが結成され、1987年（昭和62年）10月に準備会社として「博多海洋開発株式会社」が設立された。1988年（昭和63年）3月15日に福岡市及び地元の企業が参画して第三セクターとしての本格的な会社が設立された。この第三セクターが1990年のアジア太平洋博覧会（よかトピア）を機に、1989年（平成元年）3月17日より「マリゾン」の名称で供用を開始した。その後、同年7月の「博多港港湾計画」の改訂において、港湾計画に位置付けられ、同年12月1日の福岡市海浜公園（「シーサイドももち海浜公園」）の開園後、福岡市海浜公園条例に基づく、施設設置の許可を受けた。当初は「21世紀に伝えたい福岡の宝物No.1」に選ばれるなど、福岡市民にも人気であった。

## 営業開始時の施設内容
ウエディング用の教会、イタリア料理店、マリンスポーツショップ、衣料店、渡船場などの複合施設。

## 第三セクター破綻後
2000年あたりから営業不振となり経営が悪化。2003年に現在のBLDグループホールディングス株式会社（当時ビー・エル・ディー株式会社）が運営をスタート。2004年、7億円を投じ全面リニューアルがおこなわれ結婚式場事業を展開。全面リニューアルにあたっては、当時、読売新聞などが「宅島建設が資金を投じた」と報じたが、誤報であった。年間売上高は破綻前後の4億円から16億円まで回復している。

## 現在の施設内容
オーシャン&リゾート マリゾン（結婚式場）の他、以下の各店舗がある。
- アルファースタンス

- THE BEACH

- マンマミーア

- Big Banana

- ボート免許センター

- 渡船場

- 高速艇で海の中道海浜公園へと渡る安田産業汽船の「うみなかライン」発着場

## ギャラリー

マリゾンの写真
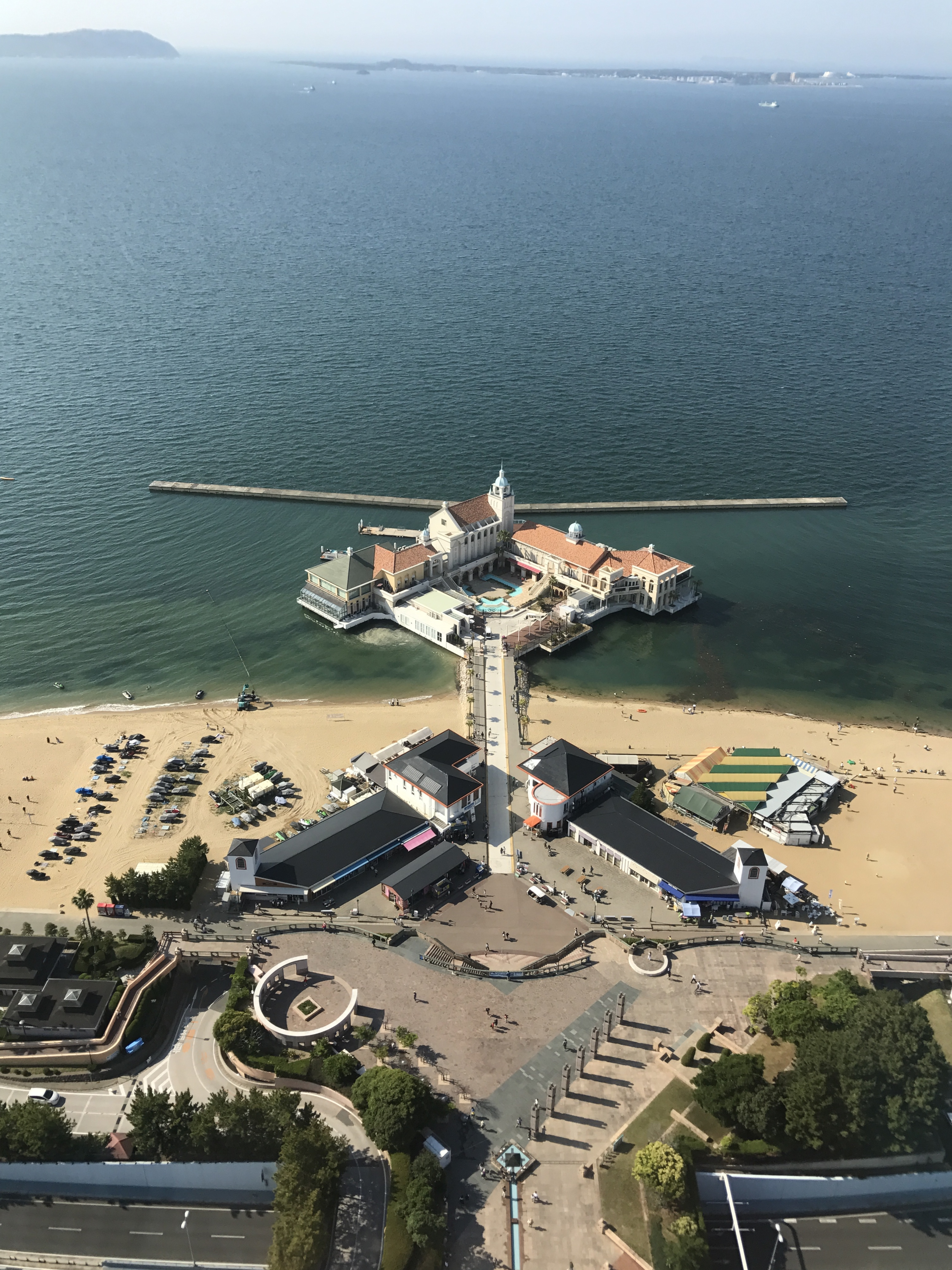
福岡タワーから見たマリゾン全景
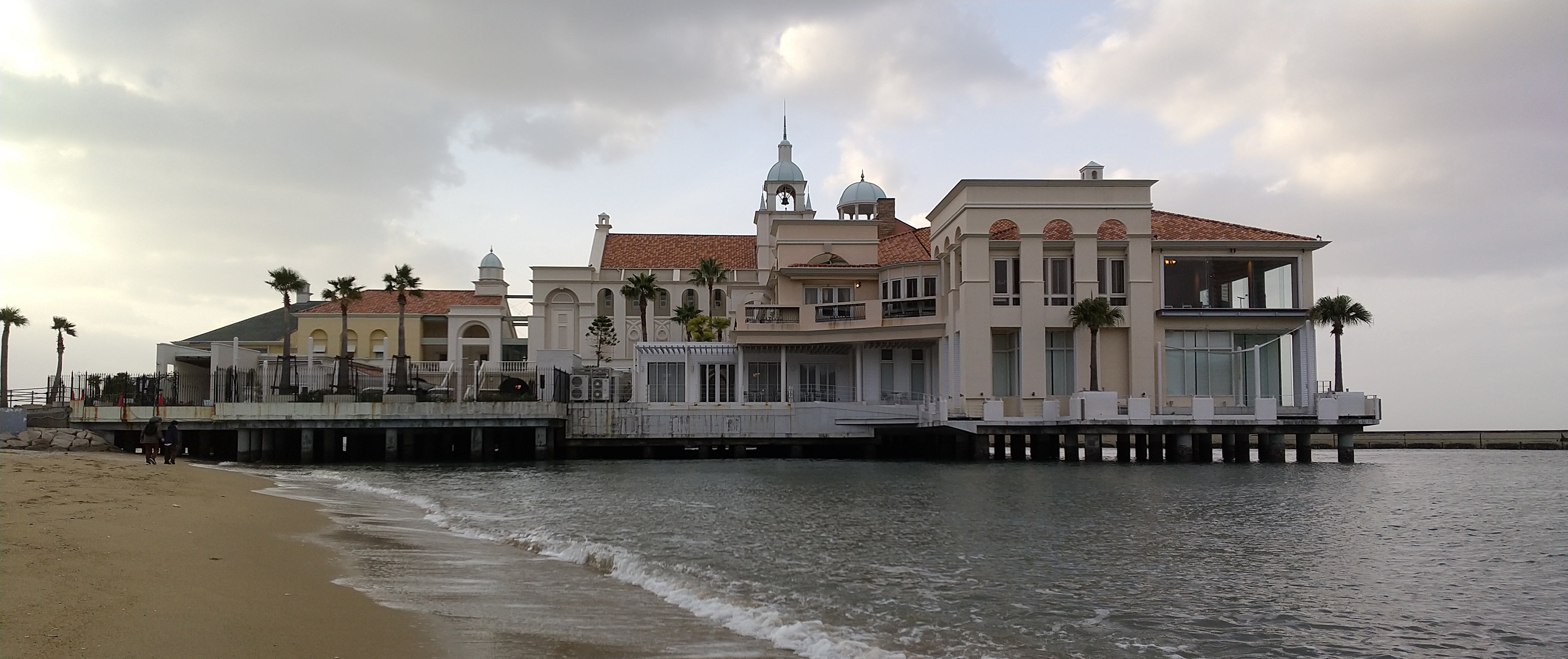
マリゾンの桟橋、東側
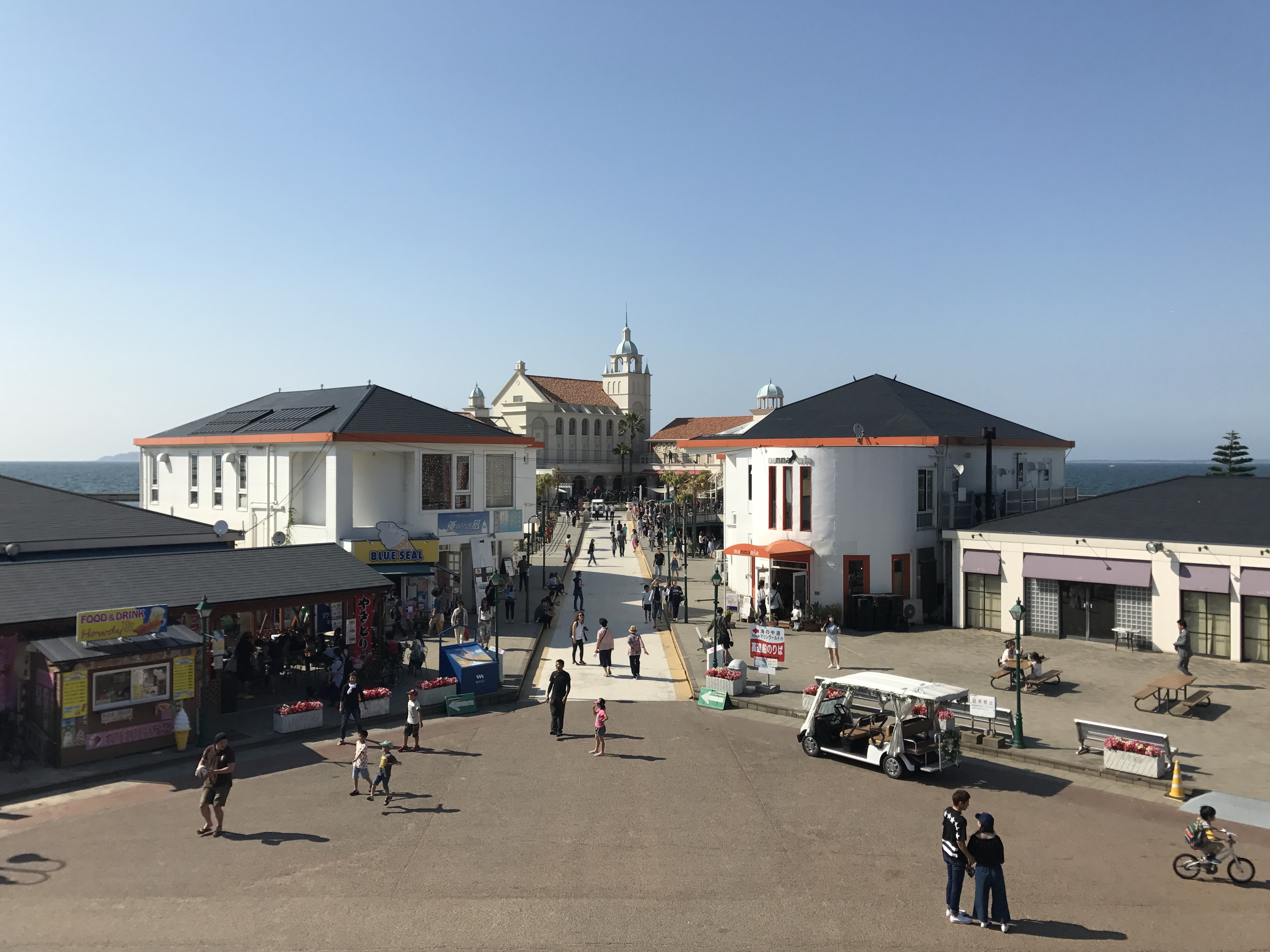
シーサイドももち海浜公園の中央プラザから望むマリゾン
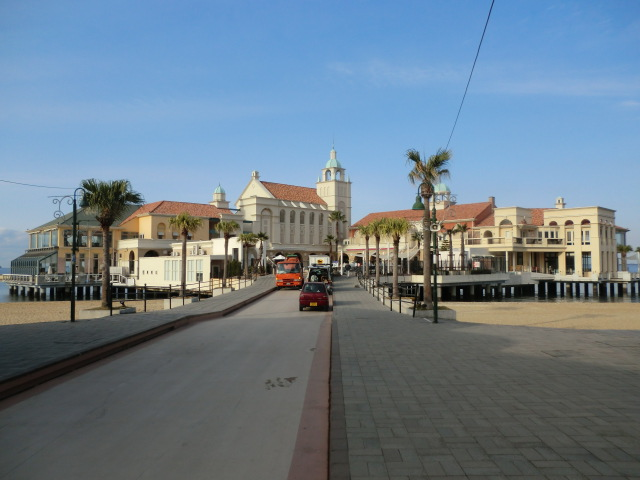
マリゾンの南側
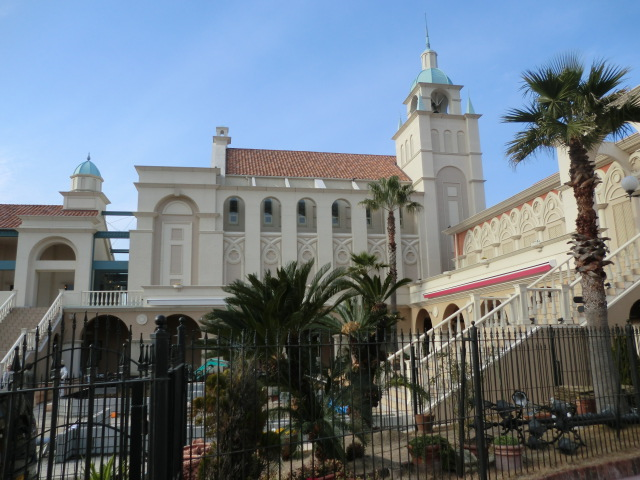
結婚式場、南東側
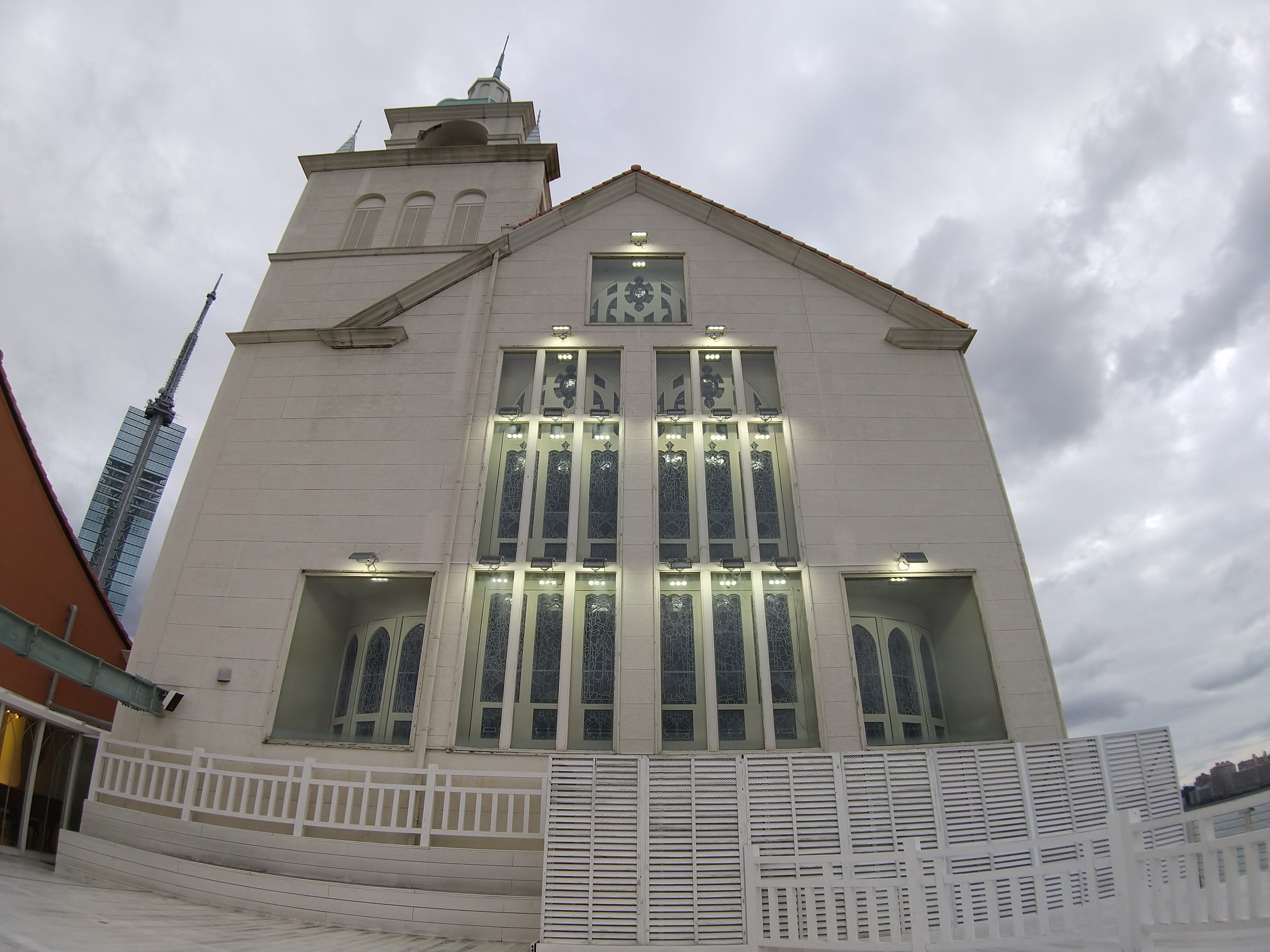
結婚式場、北東側
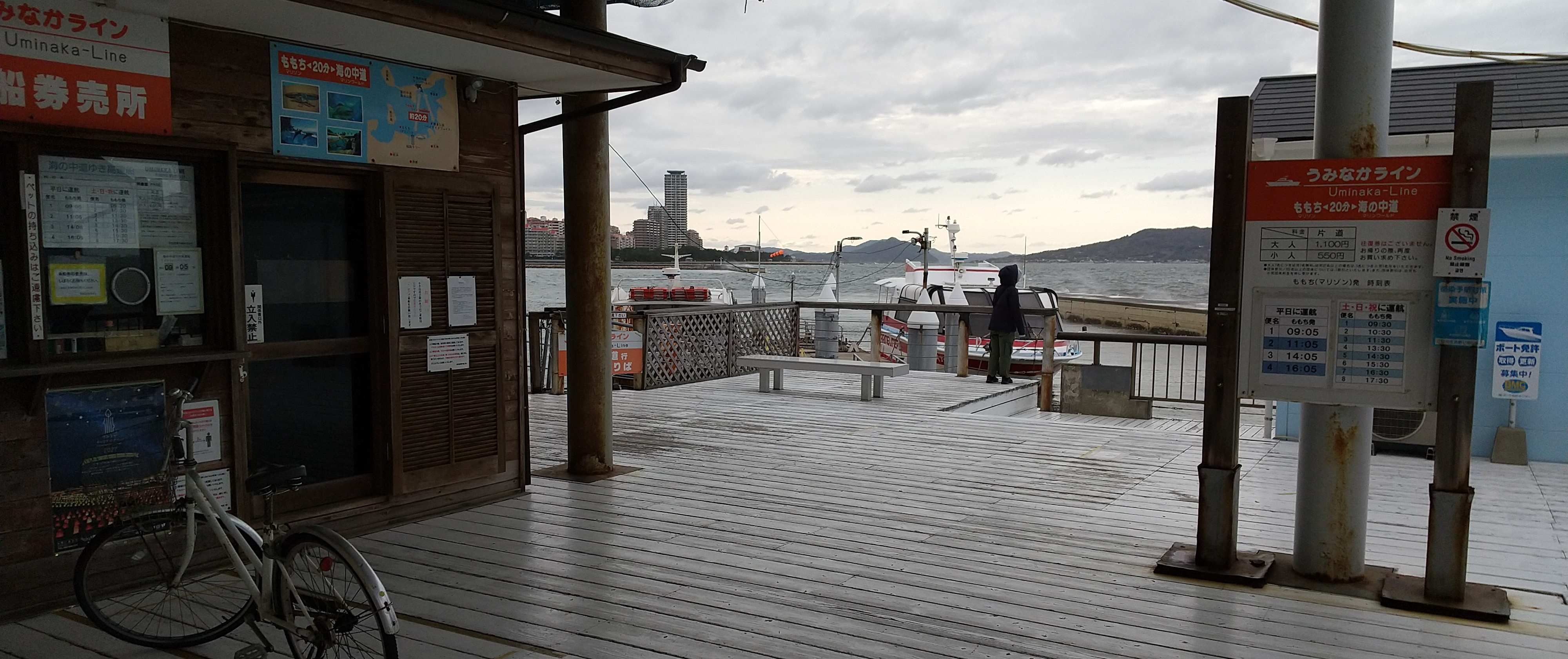
うみなかラインの発着所
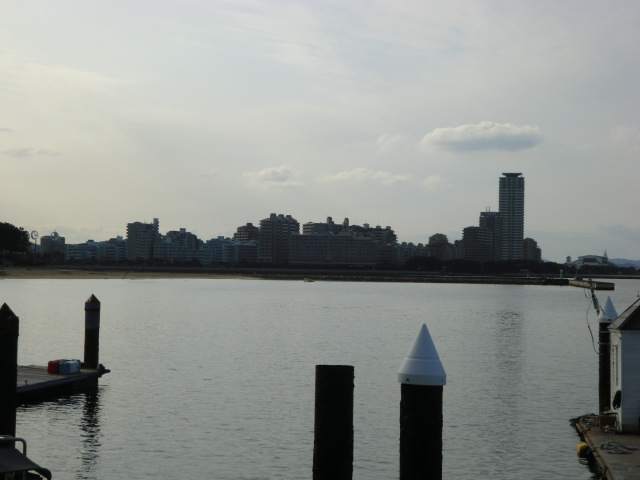
うみなかラインの発着場から望む百道浜と愛宕浜
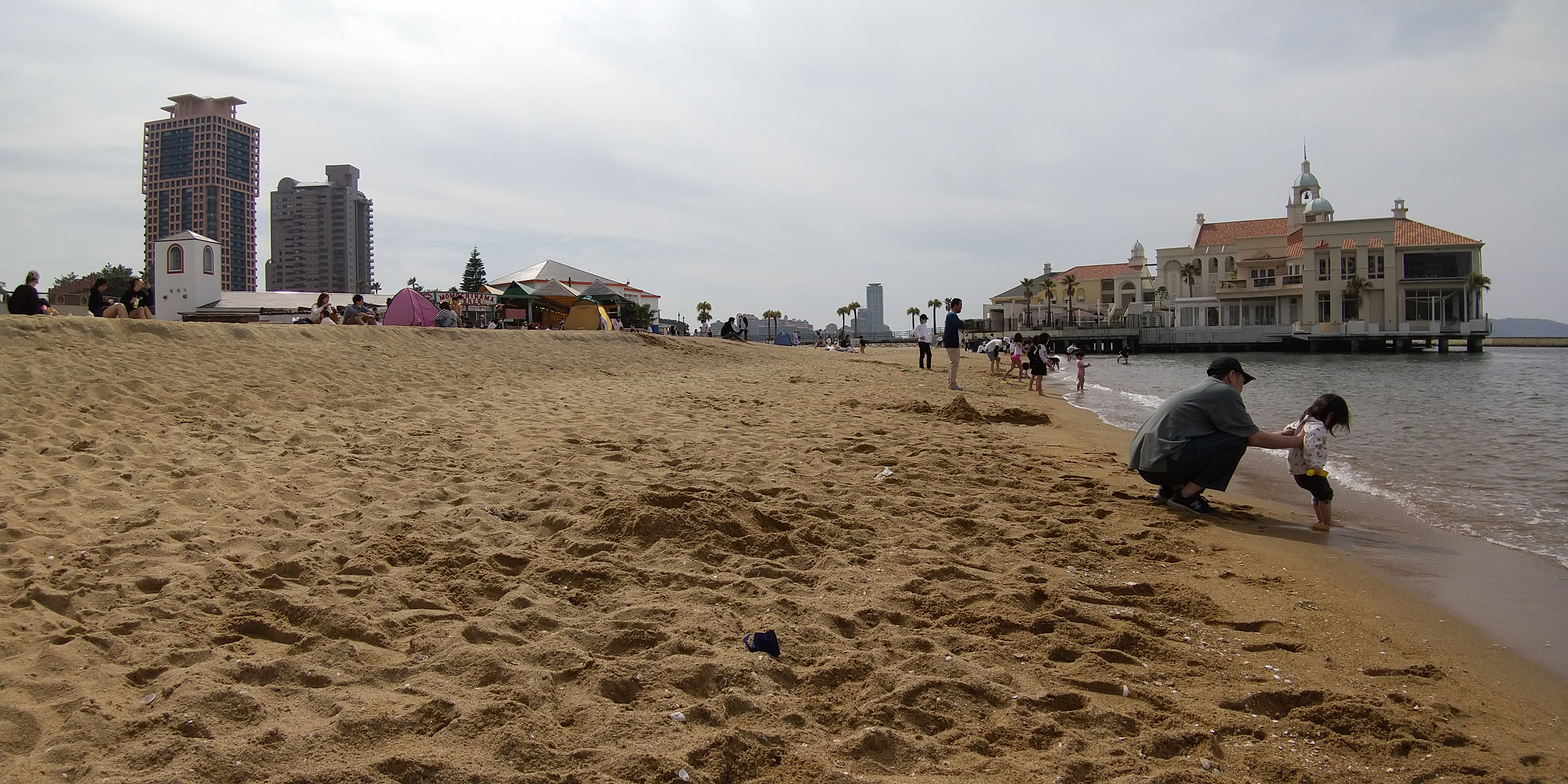
人工海浜からの眺望

## 交通アクセス
- 西鉄バス「福岡タワー南口」から徒歩3分（260m）。
- 福岡市地下鉄空港線西新駅から徒歩22分（1.8km）。
- 福岡高速環状線百道出入口から1㎞。